# How to Fly
How To Fly è una canzone del gruppo inglese Skye and Ross, che è stata estratta come secondo singolo dal loro album di debutto Skye and Ross. Il brano è stato commercializzato a partire dal 18 agosto 2016.

## Video
Una versione del video musicale esclusivamente audio che consisteva in un'immagine statica è stata pubblicata sul sito di YouTube il 18 agosto 2016, in contemporanea con l'uscita commerciale del singolo.

## Tracce
- Download digitale

1. How To Fly – 3:15